# Phelsuma vanheygeni
Il geco diurno di van Heygen (Phelsuma vanheygeni Lerner, 2004) è un piccolo sauro della famiglia Gekkonidae, endemico del Madagascar.

Il nome della specie è un omaggio all'erpetologo tedesco Emmanuel van Heygen. 

## Descrizione
È un sauro di piccola taglia, lungo 7,5–8 cm, di cui circa la metà spettano alla coda. Testa, corpo e coda sono piuttosto appiattiti. Ha una livrea di colore verde vivido, iridescente, con piccole macchie rosse, più pronunciate nei maschi, disposte irregolarmente sulla parte distale del corpo e su quella prossimale della coda. La colorazione ventrale è biancastra. Il passaggio dal dorso al ventre è segnato da una stria giallastra.

## Biologia

### Comportamento
È un geco diurno arboricolo, con una spiccata predilezione per i bambù di media taglia (circa 5 cm di diametro).

### Riproduzione
È una specie ovipara. Le uova, del diametro di circa 6 mm, vengono deposte sulla lamina inferiore delle foglie del bambù. La schiusa avviene dopo circa 25 giorni di incubazione.

## Distribuzione e habitat
L'areale di questa specie è ristretto alla penisola di Ampasindava, nel Madagascar nord-occidentale.
Il suo habitat tipico sono le foreste di bambù, da 50 a 400 m di altitudine.

## Conservazione
La IUCN Red List classifica P. vanheygeni come specie in pericolo di estinzione (Endangered).
La specie è inserita nella Appendice II della Convention on International Trade of Endangered Species (CITES).